# Josef Valentin Adamberger

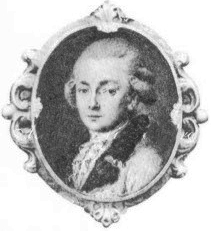
Josef Valentin Adamberger

Josef Valentin Adamberger, auch Valentino Adamonti (* 22. Februar 1740 in Rohr in Niederbayern; † 24. August 1804 in Wien) war ein deutscher Opernsänger (Tenor), Theaterschauspieler, Komponist und Gesangslehrer.

## Leben
1758 schloss er seine Gymnasialstudien am Jesuitengymnasium München ab.
Schon als junger Mann, als Schüler von Johann Walleshauser, trat er 1760 in die Dienste des Herzogs Klemens von Bayern. Nach dreijährigem Wirken gelang es ihm, in die kurfürstliche Kapelle aufgenommen zu werden. Doch war er gezwungen seinen Namen abzulegen und sich als Adamont in die Listen eintragen zu lassen.
Trotz seiner Fähigkeit musste er sich mit einem außerordentlich niedrigen Gehalt zufriedengeben, das auch nicht erhöht wurde, als er nach zehnjähriger Dienstleistung um eine kleine Zulage bat.
1776 nahm er Urlaub, um nach Italien zu reisen und dort seine Stimme noch weiter ausbilden zu lassen. Er erweiterte die Reise, allerdings ohne hierzu höheren Orts Erlaubnis erhalten zu haben, und ging auch nach London. Hiervon erhielt man jedoch in München Kenntnis, und als er 1777 zurückkehrte um den Dienst wieder anzutreten, nahm man diese eigenmächtige Fahrt nach England zum Vorwand und entließ ihn.
Er wandte sich nun nach Wien, wo er 1779 als Astrubal in Verfolgte Unbekannte am Hoftheater neben dem Kärntnertor debütierte. Seine Stimme fand Beifall und er wurde engagiert. Zudem sang er am Freihaustheater auf der Wieden und am Burgtheater.
In Wien schloss er sich 1784 der Freimaurerloge Zur neugekrönten Hoffnung an.
Sein gesangliches Können beeindruckte selbst Wolfgang Amadeus Mozart, der einige Stücke speziell für ihn schrieb, darunter die Arien Per pietà, non ricercate (KV 420) und Misero! o sogno!/Aura, che intorno (KV 425b).
1782 war Adamberger dann der erste Darsteller des Belmonte in Mozarts Entführung aus dem Serail und 1786 der erste Herr Vogelsang in Mozarts Schauspieldirektor.
Er wirkte als 1. Tenor an diesem Hofinstitute bis 1798, in welchem Jahre er pensioniert wurde. Adamberger betrat nun die Bühne überhaupt nicht mehr, sondern befasste sich nur mit der Ausbildung junger Sänger.
Verheiratet war er mit Maria Anna Adamberger, einer österreichischen Komödien-Schauspielerin. Beider Tochter war Antonie Adamberger, die Braut von Theodor Körner und nachmalige Frau des Archäologen Joseph von Arneth.

## Rezeption
An seiner Stimme, die keinen allzu großen Umfang hatte, lobte man vor allem den sympathischen Ausdruck, das Gefühl und die Seele derselben. Aber auch sein Spiel als Darsteller wurde nach übereinstimmendem Lobe jener Zeit als vortrefflich bezeichnet. Sein angenehmer, kunstreicher Tenor verschaffte ihm während seiner allerdings nur kurzen Bühnentätigkeit große und unbedingte Erfolge, und wurde er auch in die k. k. Hofgalerie aufgenommen.